# Namballe (distrito)
Namballe é um distrito do Peru, departamento de Cajamarca, localizada na província de San Ignacio.

## Transporte
O distrito de Namballe é servido pela seguinte rodovia:
- PE-5N, que liga o distrito de Chanchamayo (Região de Junín) à Ponte Integración (Fronteira Equador-Peru) - e a rodovia equatoriana E682 - neste distrito [1][2][3]